# یکصد متر عشق
یکصد متر عشق (لهستانی: Sto metrów miłości) یک فیلم کمدی لهستانی به کارگردانی میخاو واشینسکی است که در سال ۱۹۳۲ منتشر شد. 
از بازیگران آن می‌توان به آدولف دیمشا، زولا پوگوژلسکا، کریستینا آنکویچ، ائوگنیوش کوشوتسکی و کنراد تم اشاره کرد.